# Hidden Tribe
Hidden Tribe (рус. хи́ден трайб) — российская музыкальная группа, образованная в 2008 году в Санкт-Петербурге. Исполняют электронную музыку, сочетая её с экзотическими музыкальными инструментами и женским вокалом. Стиль группы чаще всего определяют как трип-хоп.

## История
Днём рождения группы принято считать 1 июня 2008 года — именно в тот день будущие участники Hidden Tribe осознали себя коллективом, выступив вместе на одной сцене. Местом их знакомства годом ранее стало культовое заведение «Бродячая собака», в котором проводились организованные Галиной Мишиной вечера, посвящённые диджериду и другим экзотическим инструментам. На сцене выступали музыканты из творческого объединения «Обертонные Люди», в рамках которого сформировалось несколько сообществ по интересам, одно из которых впоследствии и получило название Hidden Tribe.
Изначально группа состояла из пяти исполнителей — Анны Вяткиной (вокал), Никиты Малова (диджериду), Антона Дударева (электроника, звукорежиссура), Дмитрия Шафеева (перкуссия) и Александра Курилеха (перкуссия). Регулярные репетиции и несколько клубных концертов показали, что музыка Hidden Tribe постепенно отходит от импровизационных джемов к чётко выверенным композициям, и присутствие сразу двух перкуссионистов чрезмерно усложняет звучание. В связи с этим Александр Курилех вышел из состава группы летом 2009 года. Ещё через два года по личным причинам ушёл Дмитрий Шафеев. Некоторое время группа состояла из трёх человек, однако в 2013 году к Hidden Tribe присоединился Андрей Фомин, быстро занявший место штатного звукорежиссёра.
Несмотря на разные музыкальные предпочтения, участникам группы постепенно удалось прийти к желаемому звучанию. Композиции Hidden Tribe приобрели узнаваемые, характерные черты — плотная электронная подложка с выраженной ритмической составляющей, рычание диджериду, обработанное басовым процессором и глубокий голос вокалистки, способной за секунду сменить нежное мурлыканье на пронзительный визг. Материалом начали интересоваться организаторы фестивалей, опен-эйров и арт-директора́ небольших концертных площадок, однако для того, чтобы заявить о себе как о группе, требовался официальный релиз.
В августе 2013 года Hidden Tribe выпустили свой первый альбом — Sub Mira, довольно неоднозначный и эклектичный, сочетающий в себе английскую поэзию XIX века и русские народные песни, диджериду и дабстеп, мантры и джазовые вокализы. Релиз был записан и издан самостоятельно, без поддержки какого-либо лейбла, как изначально и планировалось.
Завершив концертный сезон 2014, 18 декабря Hidden Tribe презентовали мини-альбом Bardo EP, включающий две новые композиции. Незадолго до этого группу покинул Никита Малов, сделав выбор в пользу своего сольного проекта.

## Состав группы

### Актуальный состав
- Анна Вяткина — вокал, тексты песен.
- Антон Дударев — музыка, продюсирование, MIDI-контроллеры.
- Андрей Фомин — звукорежиссура.

### Бывшие участники
- Никита Малов — диджериду, перкуссия, калимба.
- Дмитрий Шафеев — перкуссия.
- Александр Курилех — перкуссия.

## Значимые события

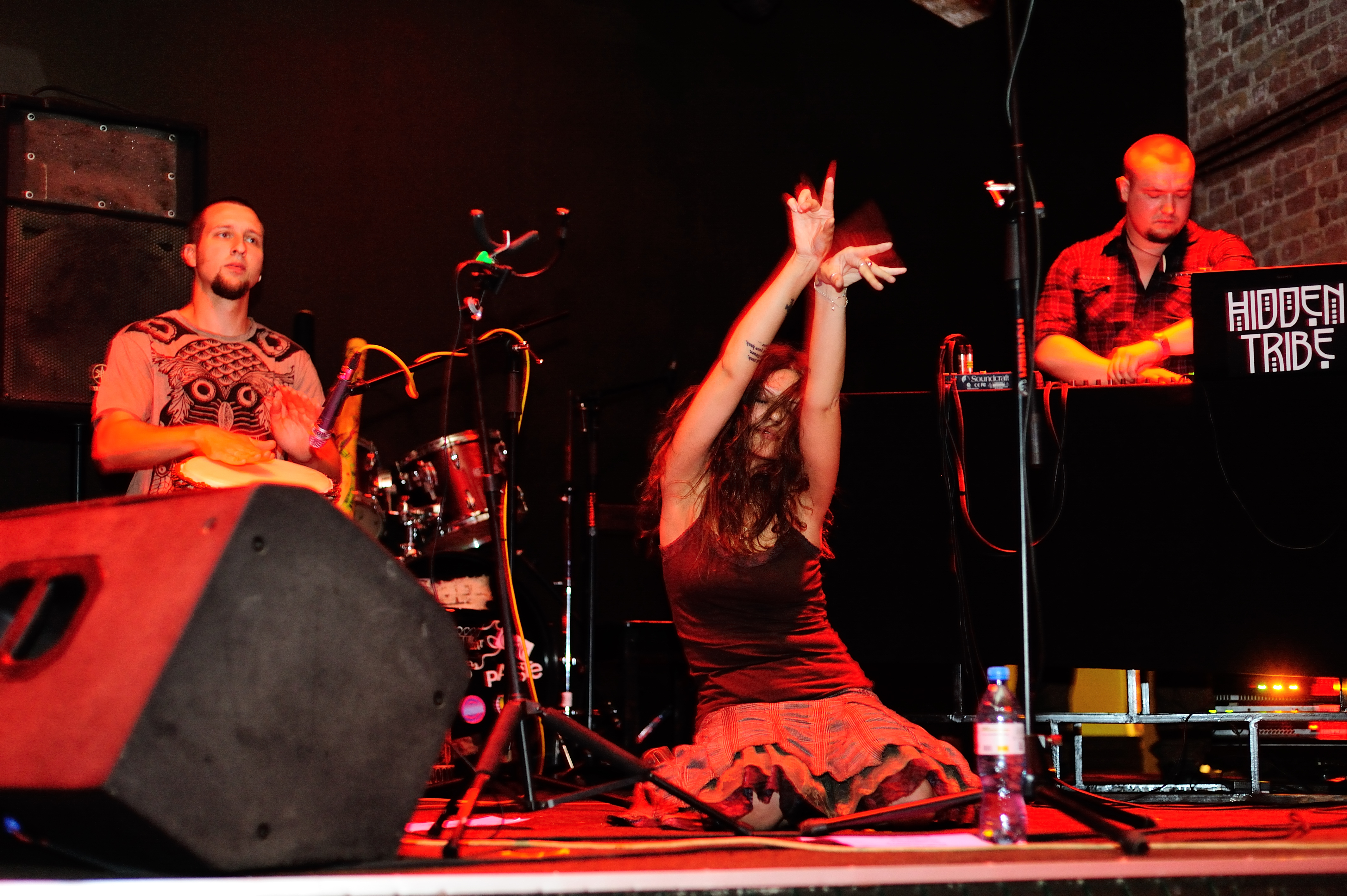
Концерт в клубе «Zoccolo 2.0»

- 2008 — выступление на VI-ом Санкт-Петербургском Фестивале Татуировки (Северо-Западный выставочный центр)
- 2009 — участие в создании саундтрека и выступление на премьере хореодрамы «Дорога к себе»[1]. Режиссёр — В. Аджамов, хореограф — Л. Лебедев (Театр им. В. Ф. Комиссаржевской)
- 2009 — выступление на фестивале «Этномеханика 2009» (Центр современного искусства имени Сергея Курёхина)
- 2009 — выступление на VII-ом Санкт-Петербургском фестивале Татуировки (Манеж кадетского корпуса)
- 2012 — выступление на фестивале «СОЛЬ»[2] (Клуб «ХЛЕБ», Москва)
- 2012 — выступление на X-ом фестивале татуировки (Клуб «Аврора»)
- 2013 — презентация видеоклипа на песню «Maiden Bright». Режиссёр-аниматор — Соня Нелюбина, художник — Игорь Иванов.
- 2013 — выступление на фестивале «Тримурти 2013»
- 2013 — выступление на фестивале Ru Trip Community. Презентация альбома Sub Mira (Клуб «Da:Da»)
- 2014 — появление альбома Sub Mira на iTunes, Google Play, Amazon и Spotify
- 2014 — выступление на фестивале Solar Systo Togathering '2014
- 2014 — выступление на концерте Theodor Bastard — 10 лет альбому «Пустота»[3] (Клуб Da:Da)
- 2014 — совместный концерт с японской группой Matsumoto Zoku[4] (Клуб «Цоколь 2.0»)
- 2014 — выступление на XII-м фестивале татуировки (Клуб «А2»)
- 2014 — выступление на фестивале 6/33 Party. Шестилетие группы[5] (Клуб «Da:Da»)
- 2014 — выступление на фестивале Fulldozer Fest 2014[6] (Клуб «Da:Da»)
- 2014 — презентация мини-альбома Bardo EP (Клуб «Цоколь 2.0»)
- 2015 — совместный концерт с группой Atlantida Project[7] (Клуб «The Place»)

## Дискография

### Студийные альбомы

#### Sub Mira
|  | - Дата релиза: 1 августа 2013 - Страна: Россия - Язык: английский, русский, санскрит - Жанр: трип-хоп, этно-электроника, даунтемпо - Вокал: Анна Вяткина - Тексты: Анна Вяткина, Уильям Блейк, Перси Шелли - Диджериду, калимба: Никита Малов - Музыка, запись, сведение, мастеринг: Антон Дударев - Продюсирование: Антон Дударев - Обложка: Анна Вяткина, Антон Дударев - Формат релиза: цифровой (12xMP3, 12xFLAC) - UPC: 859711090288 - Discogs ID: r4778996 |

##### Об альбоме
- 1 августа 2013 года альбом Sub Mira был выложен на сайте группы для свободного скачивания.
- 1 сентября, ровно через месяц, группа презентовала свою работу на фестивале Ru Trip Community в клубе «Da:Da». Видеозапись презентации также доступна на RuTracker.org.
- 1 марта 2014 года Sub Mira появился во всех крупных магазинах цифровой музыки и стриминговых сервисах, включая iTunes, Google Play, Amazon и Spotify.
- Обложка была нарисована солисткой Вяткиной на холсте, отсканирована и обработана в графическом редакторе.
- Работа над альбомом заняла около пяти лет. Запись, сведение и мастеринг сделаны полностью в домашних условиях.
- Sub Mira никогда не выпускался на физических носителях и пока распространяется исключительно через сеть.

##### Трек-лист
| №                   | Название             | ISRC                | Длительность |
| ------------------- | -------------------- | ------------------- | ------------ |
| 1.                  | «Flying Underground» | TCABQ1359571        | 4:06         |
| 2.                  | «Souls Connection»   | TCABQ1359572        | 6:18         |
| 3.                  | «Maiden Bright»      | TCABQ1359573        | 5:45         |
| 4.                  | «Phenomenon»         | TCABQ1359574        | 7:10         |
| 5.                  | «Double Twins»       | TCABQ1359575        | 5:48         |
| 6.                  | «Walk Alone»         | TCABQ1359576        | 6:34         |
| 7.                  | «Коляда»             | TCABQ1359577        | 2:31         |
| 8.                  | «Конопелюшка»        | TCABQ1359578        | 5:19         |
| 9.                  | «Шла карета»         | TCABQ1359579        | 5:18         |
| 10.                 | «Ванечка»            | TCABQ1359580        | 4:31         |
| 11.                 | «Плач по сыну»       | TCABQ1359582        | 6:21         |
| 12.                 | «Из дверей в двери»  | TCABQ1359583        | 5:48         |
| Общая длительность: | Общая длительность:  | Общая длительность: | 1:05:30      |

#### Bardo EP
|  | - Дата релиза: 19 декабря 2014 - Страна: Россия - Язык: русский, санскрит - Жанр: трип-хоп, этно-электроника, даунтемпо - Вокал: Анна Вяткина - Тексты: Анна Вяткина - Музыка, запись, сведение, мастеринг: Антон Дударев - Продюсирование: Антон Дударев - Обложка: Анна Вяткина, Антон Дударев - Формат релиза: цифровой (2xMP3, 2xFLAC) - UPC: 859713883321 - Discogs ID: r6428273 |

##### Об альбоме
- 18 декабря 2014 года группа презентовала мини-альбом Bardo EP на концерте в клубе «Цоколь 2.0».
- 19 декабря 2014 года мини-альбом был выложен на сайте группы для свободного скачивания.
- Обложка была нарисована солисткой Анной Вяткиной на холсте, отсканирована и обработана в графическом редакторе.
- Запись, сведение и мастеринг сделаны полностью в домашних условиях.

##### Трек-лист
| №                   | Название                     | ISRC                | Длительность |
| ------------------- | ---------------------------- | ------------------- | ------------ |
| 1.                  | «Bardo»                      | TCACC1472898        | 8:55         |
| 2.                  | «Out of Sight / Out of Mind» | TCACC1472899        | 7:41         |
| Общая длительность: | Общая длительность:          | Общая длительность: | 16:36        |

### Компиляции

#### Music for the sake of salvation
|  | - Дата релиза: 7 марта 2014 - Страна: Россия - Лейбл: NO_Division record - Номер релиза: CAT#NODIVR007 - Жанр: экспериментал, электроника, эмбиент, индастриал - Мастеринг: ND Records - Обложка: ND Records - Формат релиза: цифровой (13xMP3, 13xFLAC) - UPC/EAN: 5051813 565793 |

##### Трек-лист
| №                   | Название                          | Автор(ы)              | Длительность |
| ------------------- | --------------------------------- | --------------------- | ------------ |
| 1.                  | «Screamless Sky»                  | KAI ENGEL             | 2:13         |
| 2.                  | «On the black streets»            | The Pixel Door        | 3:47         |
| 3.                  | «She illuminates my way»          | Trickle               | 5:29         |
| 4.                  | «Rain»                            | YOUGINIA              | 4:35         |
| 5.                  | «Flying Underground»              | Hidden Tribe          | 4:03         |
| 6.                  | «Sleeping in the Siberian Forest» | N.W.M.A.              | 4:35         |
| 7.                  | «Happy New Year»                  | Quantumhead Orchestra | 6:44         |
| 8.                  | «Ad Libitum»                      | Danil Malinov         | 2:59         |
| 9.                  | «To play people»                  | Nano Synthetic        | 5:45         |
| 10.                 | «Sykodelic Vibes»                 | Tokee                 | 5:41         |
| 11.                 | «The forest stream»               | Experimental Model    | 3:31         |
| 12.                 | «Long happy live»                 | Lahti quliq           | 4:22         |
| 13.                 | «Mr. The Ghost»                   | President of LIF      | 6:07         |
| Общая длительность: | Общая длительность:               | Общая длительность:   | 59:53        |

## Пресса
- Интервью для портала Kroogi
- Интервью для портала Insurgent
- «Альбом дня» с Дмитрием Раевским: Hidden Tribe — Sub Mira для портала Weburg
- THEODOR BASTARD в DaDa: 10 лет альбому «Пустота» для портала Insurgent